# Сиса Треказали
Сѝса Треказа̀ли (на италиански: Sissa Trecasali) е община в северна Италия, провинция Парма, регион Емилия-Романя. Разположена е на 162 m надморска височина. Населението на общината е 15 777 души (към 2010 г.).
Общината е създадена в 1 януари 2014 г. Тя се състои от двете предшествуващи общини Сиса и Треказали, които сега са най-важните центрове на общината.